# Trojans de l'USC
Les Trojans de l'USC (en anglais : USC Trojans) sont un club omnisports universitaire qui se réfère aux 21 équipes sportives tant féminines que masculines représentant l'université de Californie du Sud et participant aux compétitions organisées par la National Collegiate Athletic Association au sein de sa Division I.
Ses équipes sportives, membres de la Pacific-12 Conference jusqu'en 2023, ont rejoint la Big Ten Conference en 2024.
L'université se situe à Los Angeles dans l'État de Californie aux États-Unis.
Généralement, ses athlètes sont surnommé les « Trojans » mais ses athlètes féminines peuvent également être appelées les « Women of Troy », l'université reconnaissant officiellement les deux surnoms.
375 sportifs de l'USC ont participé aux Jeux olympiques entre 1904 et 2004, 112 ont remporté l'or, 64 l'argent et 58 le bronze. Les programmes sportifs de l'USC ont remporté 131 titres nationaux dont 108 en NCAA,.

## Sports représentés
| Hommes (9)                                  | Femmes (12)       |
| Athlétisme†                                 | Athlétisme†       |
| Basketball                                  | Aviron            |
| Baseball                                    | Basketball        |
| Football américain                          | Beach Volley      |
| Golf                                        | Cross country     |
| Tennis                                      | Football (soccer) |
| Natation/Plongeon                           | Golf              |
| Volleyball                                  | Lacrosse          |
| Water polo                                  | Natation/Plongeon |
|                                             | Tennis            |
|                                             | Volleyball        |
|                                             | Water polo        |
| † – Athlétisme en salle et/ou en plein air. |                   |

## Football américain

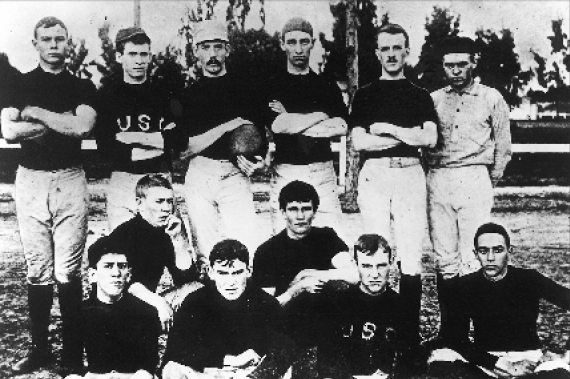
La première équipe de football américain de l'UCS en 1888. Avant d'être dénommés Trojans les joueurs étaient appelés les Méthodistes de l'USC (USC Methodists).

L'équipe de football américain de l'USC a débuté ses activités en 1888 en remportant 16 à 0 son premier match joué le 14 novembre contre l'Alliance Athletic Club. Frank Suffel (en) et Henry H. Goddard étaient les entraîneurs de l'équipe formée autour du quarterback Arthur Carroll lequel s'était porté volontaire pour confectionner les pantalons de l'équipe (il deviendra tailleur par la suite). L'USC rencontre pour la première fois une équipe universitaire en automne 1889 remportant 40 à 0 le match joué contre l'université Loyola Marymount 
En 1893, l'USC devient membre de l'Intercollegiate Football Association of Southern California (précurseur de la Southern California Intercollegiate Athletic Conference (en)). Cette association était composée de l'USC, de l'Occidental College, de la Throop Polytechnic Institute (Cal Tech) et de Chaffey College (en). Pomona College et Los Angeles High School (en) avaient décliné l'invitation.
Avant d'être officiellement surnommé les « Trojans » (Troyens en français), les athlètes de l'USC étaient appelés « Wesleyans », « Methodists » iu encore « Fighting Methodists » (combattants méthodistes en français). Au cours des premières années, la restriction aux déplacements modérés et la rareté des équipes universitaires majeures sur la côte ouest ont limité les rencontres aux collèges et universités situées du sud de la Californie. L'USC a ainsi régulièrement joué contre Occidental, Cal Tech, Whittier, Pomona et Loyola. Le premier déplacement de l'USC hors de la Californie du Sud a été un match joué le 4 novembre 1905 contre le Cardinal de Stanford (défaite 16 à 0). Alors que ces deux équipes ne se reverront qu'en 1918 (Stanford ayant abandonné le football américain pour rugby à XV au cours des années qui suivirent), ce fut aussi le premier match de l'USC contre un futur adversaire de la Pacific-12 Conference et le début de sa plus ancienne rivalité. Pendant cette période, l'USC jouera quelques matchs contre de futurs rivaux de la Pac-12 comme les Beavers d'Oregon State (1914), les Golden Bears de la Californie (1915), les Ducks de l'Oregon (1915), les Wildcats de l'Arizona (1916) et les Utes de l'Utah (1915-1917, 1919).
Entre 1911 et 1913, l'USC suit l'exemple de la Californie et de Stanford et abandonne le football américain au profit du rugby à XV. Les résultats sont désastreux, l'USC étant solidement vaincue par des programmes plus expérimentés tandis que l'université elle-même connaissait des revers financiers. C'est durant cette période qu'Owen R. Bird, journaliste sportif pour le Los Angeles Times, invente le surnom de « Trojans », qui, selon lui, correspondait bien « aux athlètes, entraîneurs et directeurs de l'université qui devaient travailler avec de terribles handicaps contre des rivaux plus grands et mieux équipés ».
Après plusieurs décennies de compétition, l'USC acquiert d'abord au début des années 1920 une notoriété nationale sous la direction de l'entraîneur principal « Gloomy » Gus Henderson (en). Une autre étape importante est franchie sous Henderson en 1922, lorsque l'USC rejoint la Pacific Coast Conference (en) (PCC), précurseur de la Pac-12 moderne. Le succès se poursuivi sous la direction de l'entraîneur Howard Jones (en) de 1925 à 1940, lorsque les Troyans étaient une des rares équipes dominantes au niveau national. C'est à cette époque que l'équipe se fait connaître sous le nom de « Thundering Herd » et qu'elle remporte ses quatre premiers titres nationaux.
Au cours des années ayant suivi le mandat de Jones, l'USC n'a du succès que par intermittence, Jeff Cravath (en) (entraîneur de 1942 à 1950) remportant le Rose Bowl en 1943 et 1945 et Jess Hill (en) (entraîneur de 1951 à 1956) remportant le Rose Bowl en 1953. De 1957 à 1959, l'équipe, entraînée par Don Clark (en) comprend l'Offensive tackleRon Mix (en), joueur « All American » en 1959 et futur Hall of Famer.
Le programme entre dans un nouvel âge d'or avec l'arrivée de l'entraîneur principal John McKay (en) (1960-1975). Au cours de cette période, les Troyans produisent deux vainqueurs au trophée Heisman (Mike Garrett (en) et O. J. Simpson) et remportent quatre championnats nationaux (1962, 1967, 1972 et 1974). L'influence de McKay se poursuit même après son départ pour la NFL lorsque l'entraîneur adjoint, John Robinson (en) (1976-1982) le remplace. Sous Robinson, l'USC produit deux autres vainqueurs du trophée Heisman (Charles White et Marcus Allen) et remporte un autre championnat national en 1978 (partagé avec Alabama alors que l'USC a battu cette équipe 24 à 14 en cours de saison).
Le 12 septembre 1970, l'USC ouvre sa saison sous la direction du légendaire entraîneur Paul « Bear » Bryant en visitant l'université de l'Alabama et devient la première équipe entièrement intégrée (avec des joueurs noirs) à jouer dans l'État de l'Alabama
. Le match se termine par une large victoire (42 à 21) des Troyans. Plus important encore, les six touchdowns inscrits par l'USC l'ont été par des joueurs noirs dont deux par le running back Sam "Bam" Cunningham (en), contre une équipe entièrement composée de joueurs blancs du Crimson Tide. Après le match, Bryant a réussi à persuader l'université d'Alabama d'autoriser les joueurs noirs à jouer, accélérant l'intégration raciale du football américain en Alabama et dans le Grand Sud,.
Dans les années 1980, l'équipe ne rempote pas de titre national, bien qu'elle ait continué à connaître un succès relatif, classée dans le Top 20 du classement AP et remportant quelques titre de la Pac-10 Conférence sous la direction des entraîneurs principaux Ted Tollner (en) (1983–1986) et Larry Smith (en) (1987–1992). Chaque entraîneur a mené l'équipe à une victoire au Rose Bowl et l'USC a terminé un championnat trois fois parmi les dix meilleures équipes du pays. En 1993, Robinson a été nommé entraîneur principal une deuxième fois, menant les Trojans à la victoire au Rose Bowl 1996 joué contre Northwestern.
C'est à cette époque que l'USC n'a pas pu vaincre ses rivaux. Ce manque de victoire a perduré 13 saisons (1983–1995, y compris le match nul 17 à 17 de 1994) par rapport à Notre Dame et 8 saisons (1991–1998) par rapport à l'UCLA, ce qui était inacceptable pour de nombreux supporters de l'USC. Sous Robinson (dès 1993), les Troyans affichaient un bilan de 2–2–1 contre Notre Dame, mais ils ont été incapables de battre l'UCLA. Après avoir affiché un bilan de 6–6 en 1996 et 6–5 en 1997, Robinson est renvoyé. En 1998, c'est l'entraîneur principal Paul Hackett qui reprend l'équipe, mais son bilan (19-18 sur trois saisons) est encore plus décevant que ceux de ses récents prédécesseurs. En 2000, certains observateurs supposent que les jours de domination nationale du football américain universitaire par l'USC se sont estompés. Le bilan de l'équipe de 37–35 de 1996 à 2001 est leur deuxième pire bilan (calculé sur cinq saisons consécutives) de l'histoire de l'USC (seule le bilan de 29–29–2 établi de 1956 à 1961 était pire). La période de quatre années consécutives est la première et seule fois où l'USC n'a pas terminé dans les 20 meilleures équipes du pays.

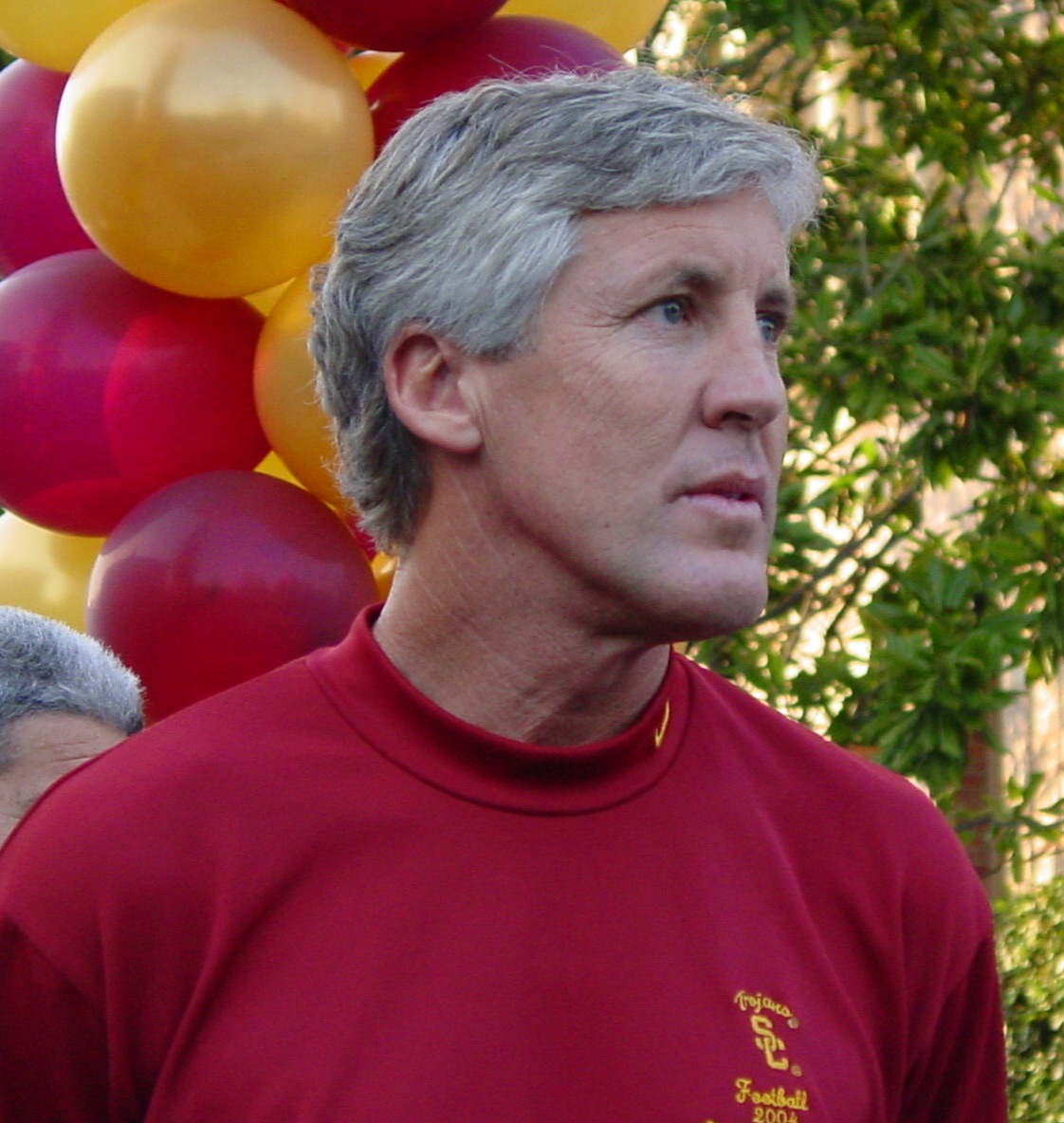
Pete Carroll en 2004.

En 2001, le directeur sportif Mike Garrett (en) libère Hackett et engage Pete Carroll, ancien entraîneur principal de la NFL. Carroll obtient un bilan de 6–6 lors de sa première saison et perd 6 à 10 contre l'Utah au Las Vegas Bowl. Après cela, l'équipe connait un grand succès, se classant parmi les dix meilleures équipes du pays, à l'exception de 2009 au cours de laquelle l'équipe a perdu quatre matchs de saison régulière.

### Palmarès
L'USC a remporté 17 titres nationaux selon les principales agences de sélection non désignées par la NCAA. L'université en réclame 11 dont 7 accordés par l'Associated Press (AP) et/ou USA Today (Coache's Poll).
Deux des titres de l'USC (1928 et 1939) sont basés sur le Dickinson System, une formule créée par un enseignant de l'université de l'Illinois ayant permis de décerner les titres nationaux entre 1926 et 1940. Le système Dickinson est cité dans le livre officiel des records NCAA FBS de 2010 en tant qu'organe de sélection national légitime. 
En 2004, l'USC a reconnu son équipe de 1939 comme une des équipes ayant remporté le titre national,.
L'équipe de 2004 avait été forcée d'annuler les deux derniers matchs de sa saison, y compris l' Orange Bowl 2005 en raison des sanctions prises par la NCAA à la suite de la perte de contrôle institutionnel, et notamment en relation avec Reggie Bush. L'USC a fait appel des sanctions mais a été déboutée et a perdu le championnat de 2004. L'AP n'a pas modifié son classement 2004 estimant que les Trojans avaient remporté à égalité le titre de 2004.
L'USC a remporté 39 titres de conférence, toutes au sein de la Pacific-12 Conference, les titres de 2004 et 2005 ayant été annulés par la NCAA : 
1927†, 1928, 1929, 1931, 1932, 1938†, 1939, 1943, 1944, 1945, 1947, 1952, 1959†, 1962, 1964†, 1966, 1967, 1968, 1969, 1972, 1973, 1974, 1976, 1978, 1979, 1984, 1987†, 1988, 1989, 1993†, 1995†, 2002†, 2003, 2004^, 2005^, 2006†, 2007†, 2008, 2017
† signifie Co-champions
^ signifie Annulé par la NCAA
L'USC a remporté trois titres de la division South au sein de la Pacific-12 Conference.
En fin de saison 2022, l'USC a participé à 56 bowls universitaire (dont 34 Rose Bowl pour 25 victoires) et en a remporté 35 pour 21 défaites.

Quelques Trojans du CFHoF
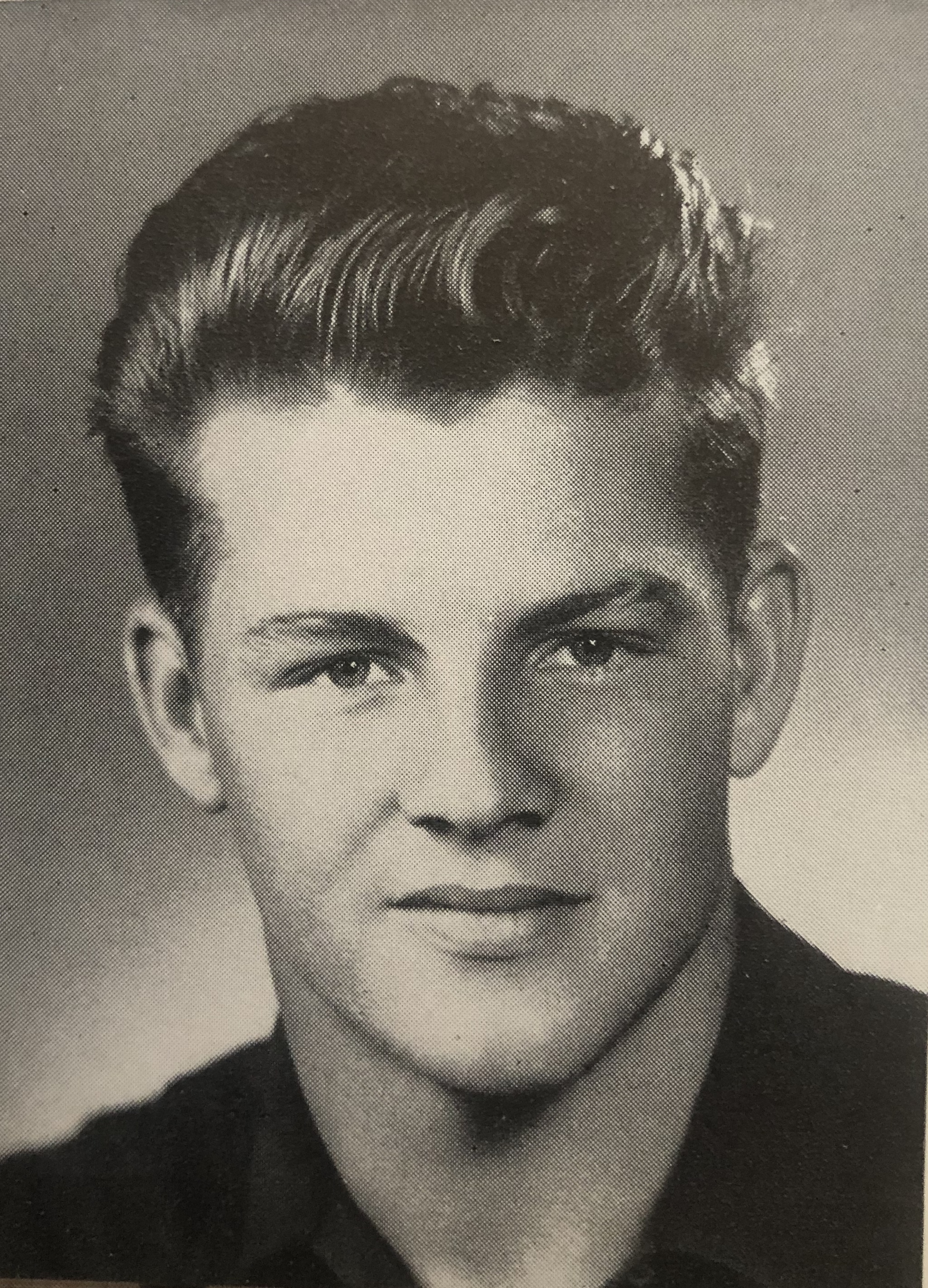
Frank Gifford Halback/WR
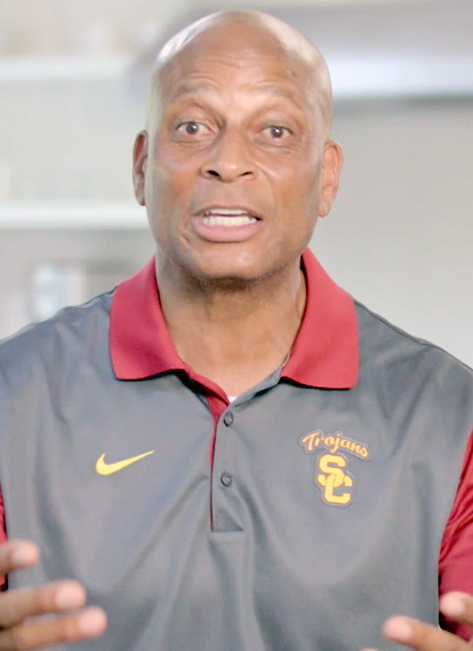
Ronnie Lott Defensive back
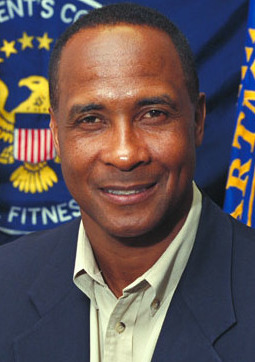
Lynn Swann Wide receiver
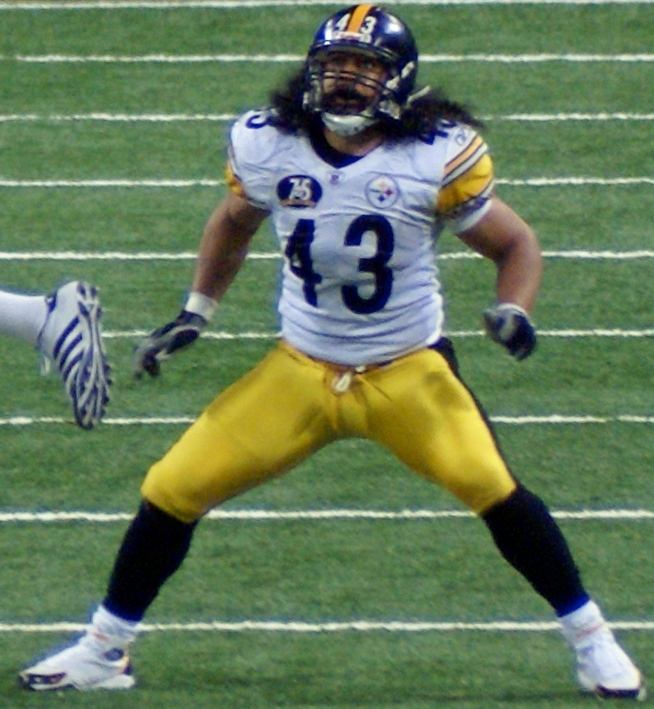
Troy Polamalu Defensive back

## Chants, hymnes

### Fight On

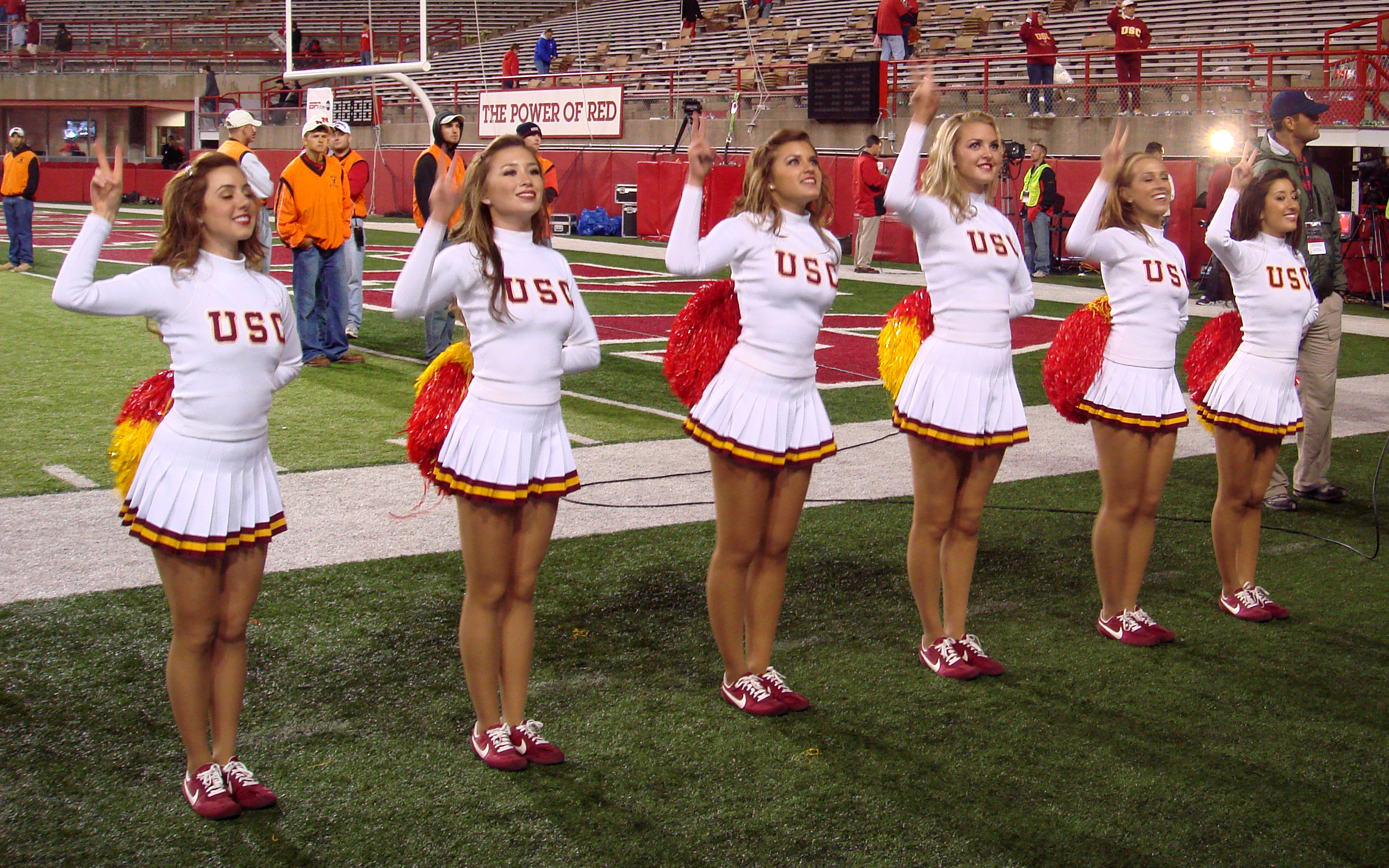
Quelques pom-pom girls d'USC effectuant le V en 2007 lors de la victoire contre Nebraska.

« Fight On » est la chanson de combat des Trojans de l'USC. Le terme « Fight On » est également utilisé comme cri de guerre, souvent avec le salut à deux doigts en "V" pour célébrer la Victoire. Le geste V se réfère aux soldats Troyens qui coupaient l'index et le majeur des soldats qu'ils faisaient prisonniers afin qu'ils ne puissent plus manier une épée au combat.
Le chant est généralement joué après les first downs et les touchdowns. Sa musique a été composée en 1922 par l'étudiant en médecine dentaire de l'université Milo Sweet dans le cadre d'un concours interne respectant les principes des Trojans. Les paroles sont de Sweet et Glen Grant. En dehors de l'université, la chanson a été utilisée dans de nombreux enregistrements et films. La chanson a également été adaptée par un groupe de travail américain lors des opérations militaires dans le Pacifique à l'occasion de la Seconde Guerre mondiale.
Fight On for ol' SC

Our men Fight On to victory.

Our Alma Mater dear,

looks up to you

Fight On and win

For ol' SC

Fight On to victory

Fight On !
— Fight On

### All Hail
Les paroles et la musique de l'alma mater de l'USC, « All Hail », ont été composées au début des années 1920 par Al Wesson, directeur de l'information sportive. Il a écrit la chanson en tant que membre étudiant de la Trojan Marching Band pour la finale d'un spectacle sur le campus en 1923.
All hail to Alma Mater,

To thy glory we sing;

All hail to Southern California,

Loud let thy praises ring;

Where Western sky meets Western sea

Our college stands in majesty.

Sing our love to Alma Mater,

Hail, all hail to thee.
— All Hail

### Conquest
Une autre chanson célèbre de l'USC est la marche processionnelle royale, « Conquest ». Cette marche n'a pas de parole. Elle est généralement jouée par la fanfare de l'université après chaque score et victoire des Trojans. Elle est devenue traditionnelle à USC depuis que les Trojans l'ont adopté en 1954 lors d'un match de basket disputé contre Oregon State.
La chanson, issue du film Capitaine de Castille de 1947, a été créée par Alfred Newman, compositeur légendaire de musique de film qui était le directeur musical des studios Twentieth Century-Fox. Newman a accordé les droits de la marche finale du film à l'USC pour l'utiliser comme thème musical pour son équipe de football américain.

### Autres
« Fanfare » est l'introduction de « Tribute To Troy » et est joué lorsque les joueurs entrent sur le terrain.
«  Tribute To Troy », est un air de musique joué par la fanfare après chaque arrêt défensif.
«  All Right Now » est joué après la réussite par l'USC d'un turnover (récupération du ballon à la suite d'une action de jeu adverse, soit une interception, un fumble adverse recouvert…) et «  Another One Bites the Dust » après un sack.
L'ouverture de l'opéra Guillaume Tell est joué au début du quatrième quart temps et Tusk (de Fleetwood Mac) est aussi joué lors du quatrième quart temps avec les fans chantant «  U-C-L-A Sucks! ».
La Marche impériale (thème de Star Wars) est jouée par la fanfare lorsqu'une pénalité majeure est sifflée contre l'USC tandis qu'elle joue Levels d'Avicii lorsque c'est l'équipe adverse qui se voit infligé une pénalité majeure.

## Traditions

### Tailback U
L'USC est parfois appelée « Tailback U » ( « Tailback University ») parce qu'un certain nombre de running backs ayant joué pour qui ont joué pour les Trojans ont remporté le trophée Heisman soit Mike Garrett (en) (1965), O. J. Simpson (1968), Charles White (1979), Marcus Allen (1981) et Reggie Bush (2005).

### Maillot 55
Lors des dernières décennies, le no 55 n'a été décerné par les entraîneurs qu'à des linebackers de renoms tels que Junior Seau, Willie McGinest, Chris Claiborne et Keith Rivers, des noms gravés à jamais dans la mémoire des fans de l'USC,.

### George Tirebiter

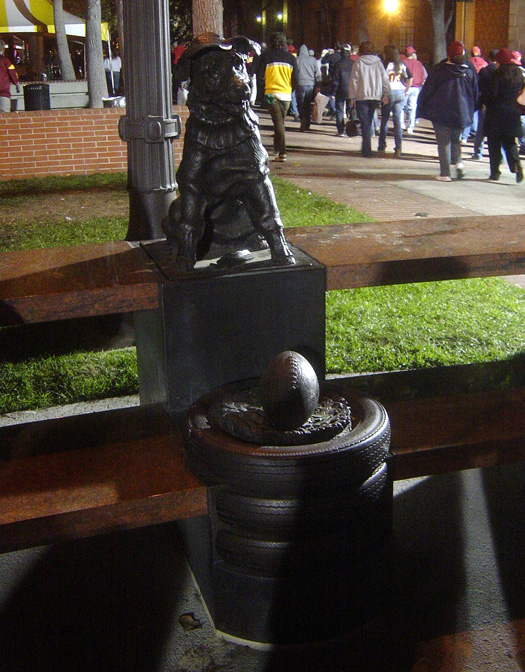
La statue de George Tirebiter II située Trousdale Parkway, dans le sud du campus. Il regard le Coliseum situé à proximité.

« George Tirebiter (en) » était le surnom initialement donné à un chien de l'université de Californie du Sud dans les années 1940. Elle deviendra la mascotte officielle de l'USC le 22 octobre 1947. Le surnom a été transmis aux successeurs ultérieurs de « George Tirebiter » après la mort du premier « Tirebiter » en 1950.
« George Tirebiter I » était une figure nationalement connue et un chien bien-aimé de l'Université de Californie du Sud. Il avait été retrouvé errant sur le campus. Les étudiants l'ont recueilli et il s'est rapidement fait aimer du corps estudiantin. Il a été choyé par les fraternités et les sororités de la communauté grecque de l'USC - dont les Trojan Knights qui le protègeront et en accepteront la responsabilité civile - étant régulièrement baladé sur le campus et nourri de crème glacée. L'origine de son prénom (George) est inconnue mais le surnom de Tirebiter est dû au fait qu'il mordait les pneus des voitures qu'il poursuivait sur Trousdale Parkway, route qui coupe le campus en deux.  Il dirigeait la fanfare lors des matchs de football américain à domicile. Il est même rentré une fois sur le terrain dans une voiture blindée. « Tirebiter » a été kidnappé, ou aurait été kidnappé, à plusieurs reprises : par le rival, l'Université de Californie à Los Angeles, par des étudiants politiciens de l'USC pour la publicité et une fois peut-être par un journal. La lignée des « Tirebiters » a duré jusqu'en 1961. « Tirebiter II » a alors été remplacé par « Traveler »(voir ci-dessous).
Comme pour « Tommy Trojan », la statue de « George Tirebiter » est protégée par les étudiants de l'USC lors de la semaine du match contre l'UCLA pour éviter tout acte de vandalisme.

### Traveler

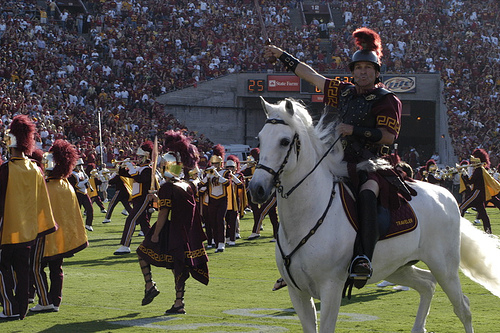
À domicile en 2009, Traveler et son cavalier avec en arrière plan le tambour major et une partie de la fanfare.

La mascotte de l'université est dénommée Traveler (en) et plus précisément, depuis 2017, Traveler IX. Bien que blancs, il s'agit de chevaux gris dont le pelage est devenu complètement blanc, les chevaux purement blanc étant assez rares.
Son cavalier, habillé comme un guerrier troyen idéalisé, est souvent confondu avec Tommy Trojan (en) (voir ci-dessous). Il n'a pas de surnom attitré et est simplement désigné comme un guerrier troyen paradant sur « Traveler », mascotte officielle de l'USC.
« Traveler » apparait pour la première fois en automne 1961 à l'occasion du match joué au Coliseum contre les Yellow Jackets de Georgia Tech. USC avait utilisé ses relations avec l'industrie cinématographique pour se procurer le costume porté par Charlton Heston dans Ben Hur deux ans plus tôt afin d'habiller le cavalier. Néanmoins, ce costume s'est avéré trop lourd pour une utilisation prolongée et dès lors le cavalier de l'époque (propriétaire du cheval et dénommé Richard Saukko) s'est fabriqué son propre uniforme en cuir pour la saison 1962. Le même costume a été utilisé depuis.
On pense que le nom « Traveler » a été inspiré par le cheval gris dénommé « Traveller », monté par le général confédéré de la guerre civile Robert E. Lee. En août 2017, les inquiétudes selon lesquelles le nom du cheval avait un lien avec Lee ont conduit à des recherches supplémentaires, qui ont révélé que le premier « Traveler » avait été acquis par Saukko en 1958 (avec un nom orthographié avec un seul L) après qu'il était devenu peu fiable en tant que cheval de cinéma. Sur Equinespot.com, Traveler est répertorié comme l'un des six noms de chevaux les plus courants commençant par la lettre T.
Au fil des ans, il y a eu plusieurs « Traveler » de races diverses, allant du tennessee walker au cheval arabe en passant par certains animaux croisés tandis que « Traveler IX », est un cheval andalou de race pure. « Traveler VIII » est décédé avant qu'il puisse représenter l'USC. Son prédécesseur, « Traveler VII » a du continuer jusqu'au terme de sa onzième saison et a pris sa retraite après le Rose Bowl de janvier 2017. « Traveler IX » l'a remplacé lors du premier match 2017 joué à domicile contre les Broncos de Western Michigan. Après la retraite en 1988 de Saukko, sa famille a continué à fournir jusqu'en 2002 les chevaux pour le rôle de « Traveler ». Les successeurs de Saukko sont tous d'anciens étudiants de l'USC.

### Tommy Trojan
Tommy Trojan (en), officiellement connu sous le nom de Trojan Shrine, est l'une des figures les plus reconnaissables de la fierté scolaire à l'Université de Californie du Sud. La statue en bronze grandeur nature d'un guerrier troyen se dresse au centre du campus et sert de lieu de rencontre populaire, ainsi que de pièce maîtresse pour un certain nombre d'événements sur le campus. C'est la mascotte non officielle la plus populaire de l'université.
Le Trojan Shrine a été sculpté par Roger Noble Burnham (en) lequel s'était inspiré de joueurs de football américain de l'USC tels que Russ Saunders (en), Ernie Pinckert (en), Henry Becker, Larry Stevens et John Ward. La statue a été dévoilée lors du 50e jubilé de l'Université en 1930. Sa construction a coûté 10 000 $, après quoi un supplément de 1 $ a été ajouté aux billets d'entrée pour les matchs de football américain de la saison afin d'aider à compenser ce coût.
Le nom original suggéré pour la statue était « The Spirit of Troy », mais ce nom a finalement été attribué à la fanfare de l'université.
Le 17 août 2017, lors de l'inauguration du village de l'USC, la statue d'« Hécube » , Queen of Troy, a été dévoilée au public. Cette grande statue sert de pendant féminin à Tommy Trojan et représente les femmes de l'USC.
Des fans de l'UCLA, rivaux interurbains de l'USC, ont plusieurs fois vandalisé Tommy Trojan (souvent en peignant la statue aux couleurs de l'UCLA, bleu et or) lors de la semaine précédant le match entre les deux équipes. Pour éviter cela, les responsables de l'université couvrent désormais la statue pendant cette période pour la protéger des vandales. Les étudiants se rassemblent également pour Save Tommy Nite la veille du match contre UCLA. De plus, les membres des Trojans Knights maintiennent une veillée toute la nuit autour de la statue pendant la semaine de la rivalité pour dissuader davantage les vandales potentiels.

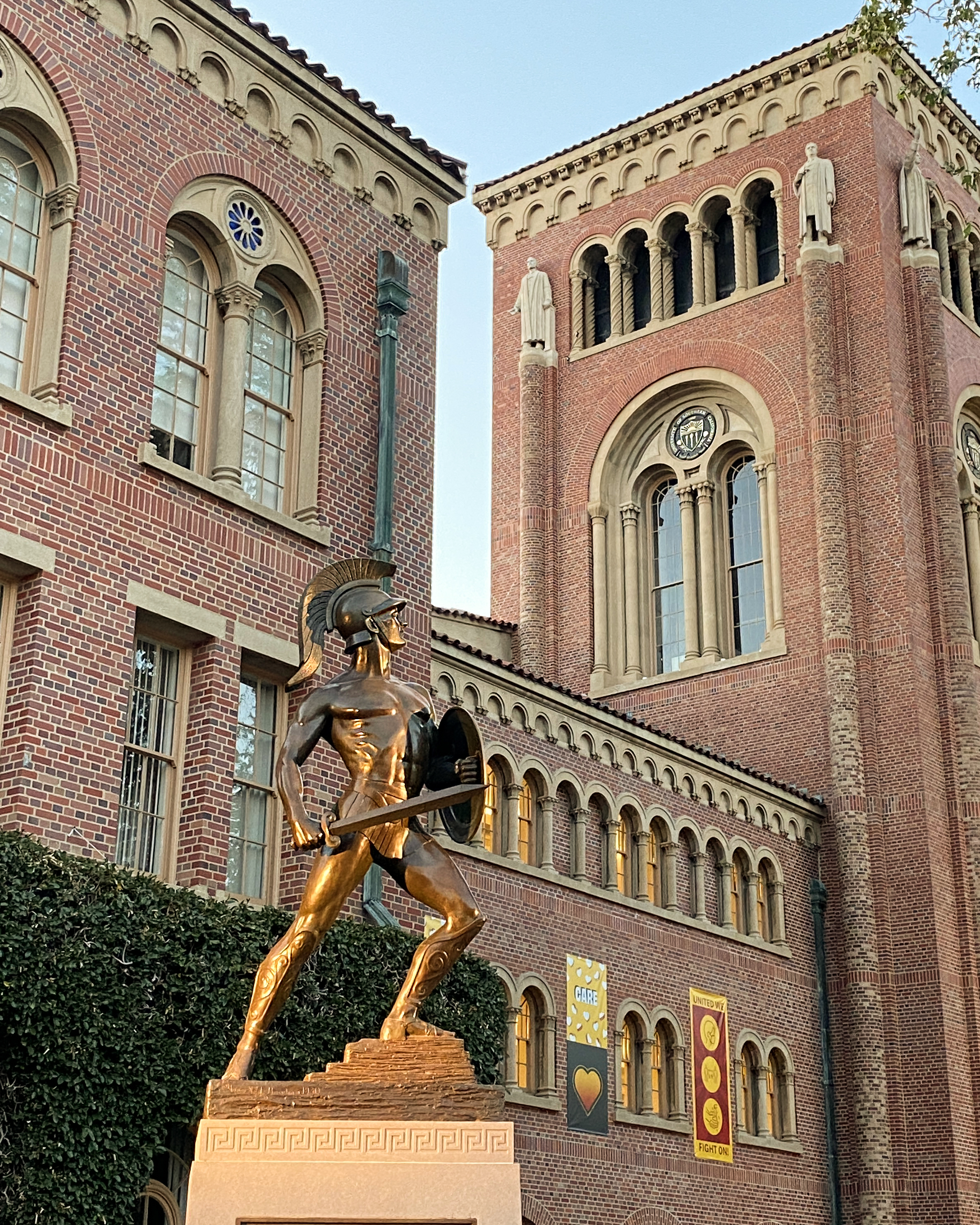
Tommu Trojan, mascotte non officielle de l'USC.
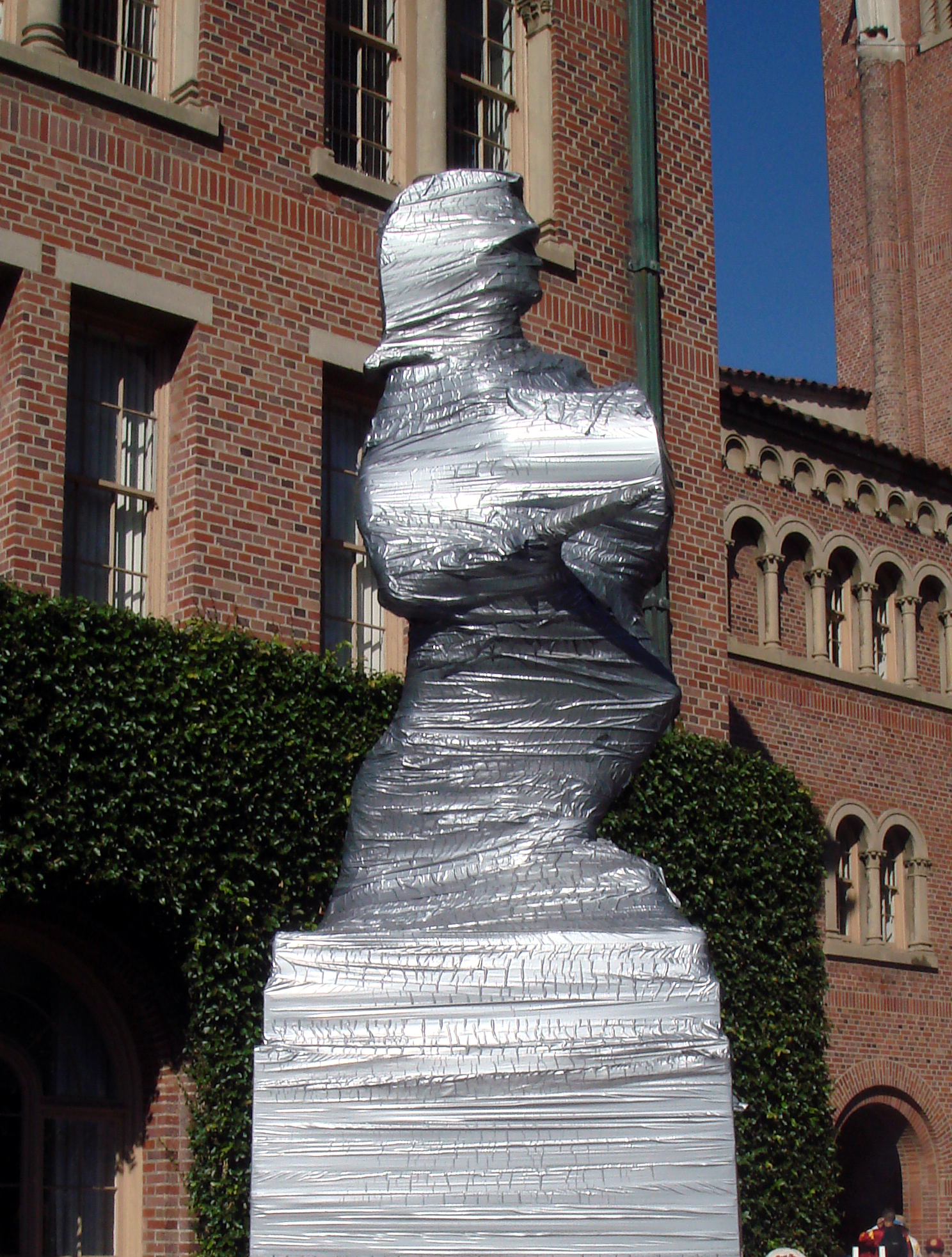
La statue protégée des vandales de l'UCLA.

### FanfareSpirit of Troy
La fanfare officielle des Trojans de l'USC (en), connue sous le nom de Spirit of Joy, représente l'université de Californie du Sud (USC) lors de divers évènements sportifs universitaires, lors de diffusions et enregistrements de musique populaire et lors d'apparitions publiques nationales. Elle compte plus de 300 membres même si ce nombre varie fortement en fonction des prestations. Les femmes n'y ont été admises qu'à partir de 1972.
La fanfare fait sa première apparition en novembre 1918à New York, après la fin de la première guerre mondiale, à l'occasion d'un défilé de la victoire avec des militaires américains rentrant au pays. Elle donne son premier concert national en radio sur CBS le 19 avril 1939.
Elle est la seule fanfare universitaire à avoir obtenu deux disques de platine, et elle a travaillé en compagnie de nombreuses célébrités dont John Williams, Michael Jackson, Diana Ross, Radiohead, Beyoncé, Doc Severinsen, George Clinton, Fleetwood Mac, The Three Tenors, John Dolmayan, Shavo Odadjian, Odesza, et The Offspring. De plus, le groupe a joué pour cinq présidents américains, aux Jeux olympiques d'été de 1932 et de 1984, aux Oscars du cinéma, aux Grammy Awards 1966, cinq apparitions aux expositions internationales, à la coupe du monde de football 1994 et à la finale de la saison 7 d'American Idol. Un contingent du groupe se produit à chaque match de football américain de l'USC, à domicile et à l'extérieur, depuis 1987. Il effectue également un voyage international au moins tous les deux ans.
Après avoir porté divers uniformes au fil des ans (en particulier ceux de style militaire), le groupe commence à utiliser des casques et des uniformes basiques de style Troyen sans fioritures en 1950.  Après plusieurs changements d'uniformes, la fanfare commence à utiliser des casques Troyens plus élaborés avec des brosses, des visières et des oreillettes en 1972.
Le « Trojan Shrine », symbole de l'USC connu sous le nom de « Tommy Trojan » (voir ci-dessus), était supposé être appelé à l'origine Spirit of Troy.

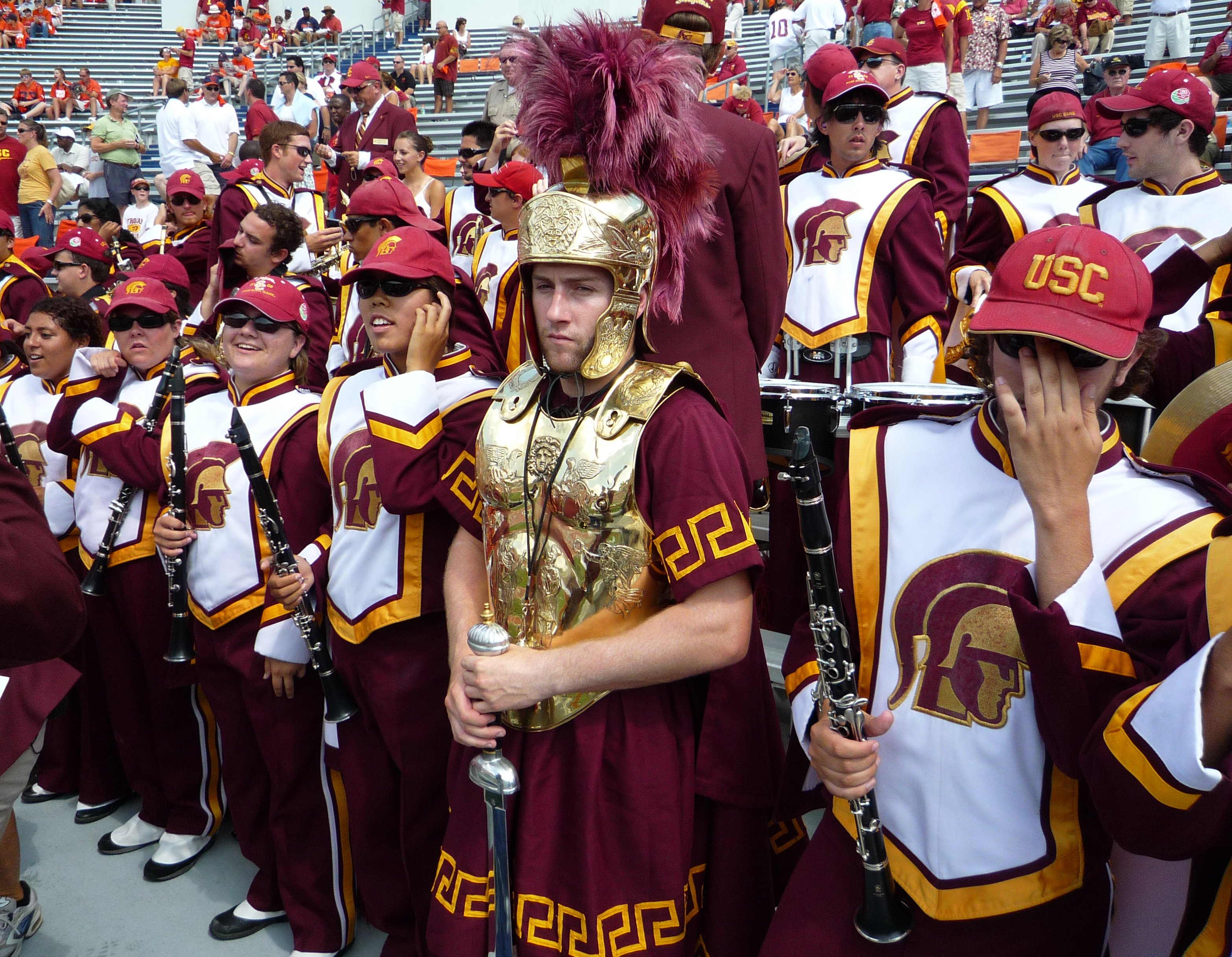
Le tambour major de la fanfare porte un uniforme élaboré et conduit la fanfare avec son épée.
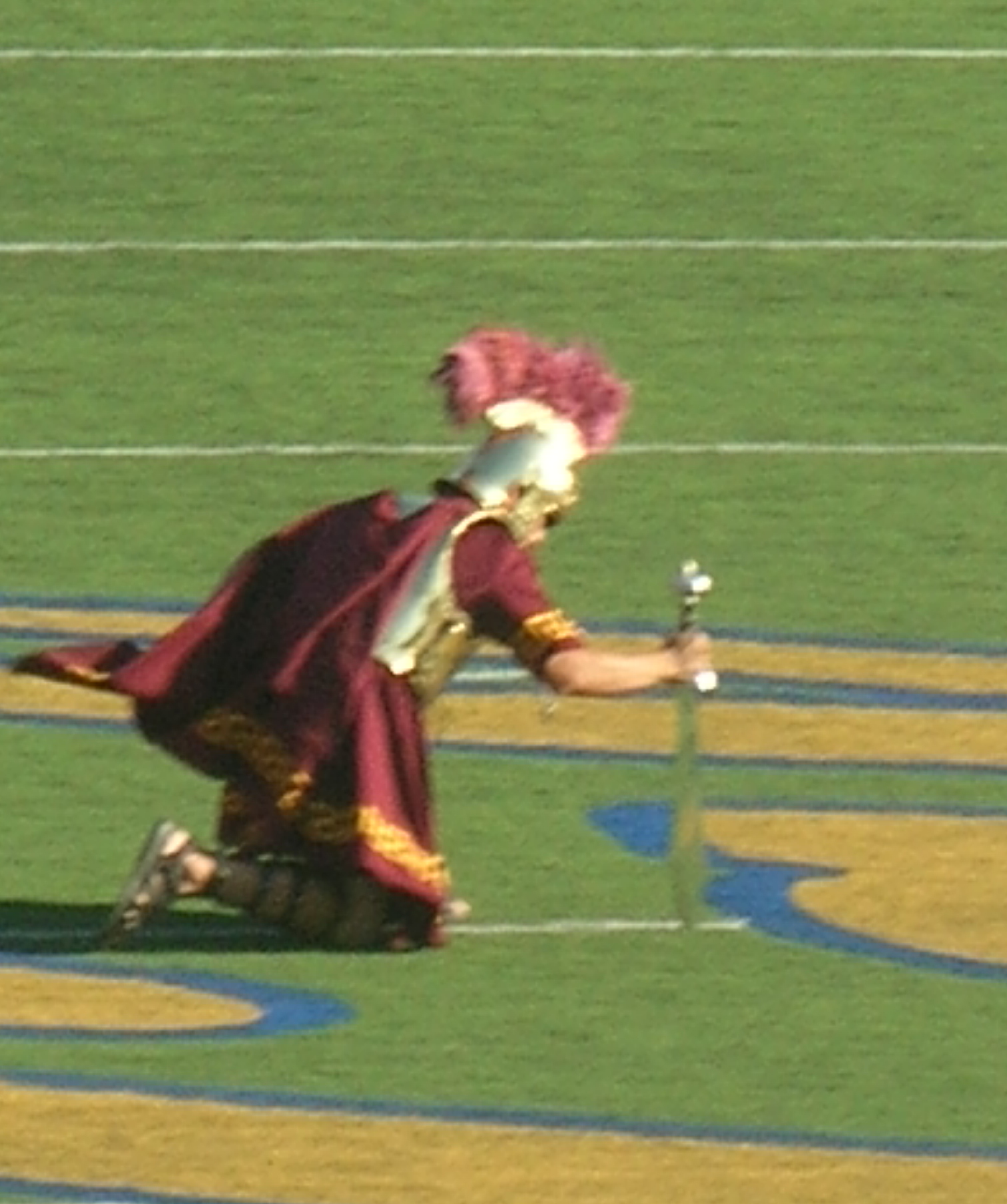
Le tambour major plantant son épée au milieu du terrain lors d'un match en déplacement contre les Golden Bears de Californie en octobre 2009.
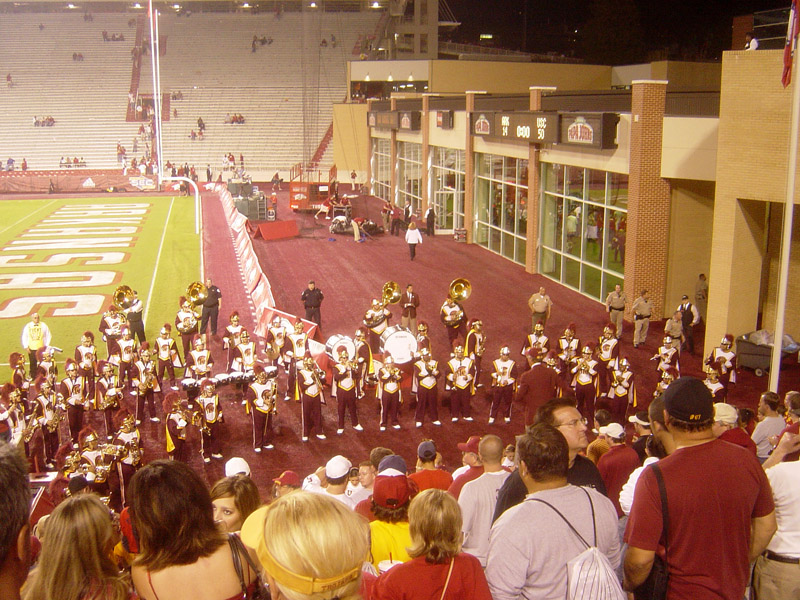
Spirit of Troy donnant un concert traditionnel d'après match pour célébrer la victoire sur Arkansas en 2006 au Razorback Stadium.
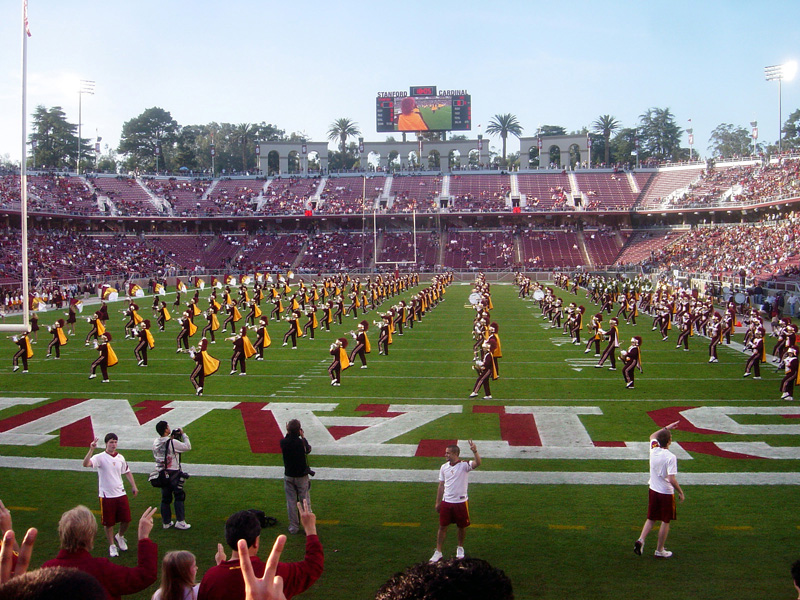
La fanfare sur le terrain du Stanford Stadium en 2006.
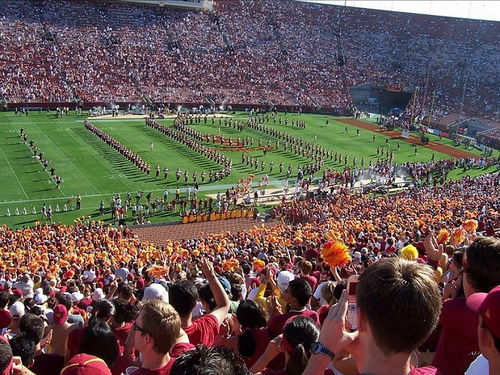
La fanfare en formation USC en 2007 au Coliseum.

## Autres sports

### Athlétisme
La section athlétisme des Trojans est active depuis 1900. Elle signe ces premiers succès (12 titre nationaux NCAA) sous la conduite de l'entraîneur qui fut en fonction de 1909 à 1948 : Dean Cromwell. Sur cette lancée, les athlètes de l'USC ont remporté 26 titres olympiques individuels et battu ou égalé 61 records du monde.

### Baseball
La section baseball des Trojans qui commence ses activités en 1924 a remporté 12 titres nationaux (College World Series). C'est deux fois plus que l'université seconde dans ce domaine. L'entraîneur emblématique fut Rod Dedeaux qui resta en poste de 1942 à 1986, engrangeant pas moins de 11 titres nationaux.

## Palmarès omnisports
- Champion NCAA masculin (86) : football américain (11), athlétisme (26 fois), baseball (12), natation (9), tennis (16), volley-ball (6), water-polo (3), gymnastique (1)

- Champion NCAA féminin (21) : athlétisme (1), basket-ball (2), beach-volley (1), golf (1), natation (1), tennis (7), volley-ball (6), water-polo (2)